# Fraccionamiento la Ballena Segunda Etapa
Fraccionamiento la Ballena Segunda Etapa är en ort i Mexiko.   Den ligger i kommunen Los Cabos och delstaten Baja California Sur, i den västra delen av landet, 1 200 km väster om huvudstaden Mexico City. Fraccionamiento la Ballena Segunda Etapa ligger 105 meter över havet och antalet invånare är 613.
Terrängen runt Fraccionamiento la Ballena Segunda Etapa är platt åt nordost, men åt sydväst är den kuperad.  Närmaste större samhälle är San José del Cabo, 9,0 km söder om Fraccionamiento la Ballena Segunda Etapa. Trakten runt Fraccionamiento la Ballena Segunda Etapa består till största delen av jordbruksmark.